# Ide Schelling
Ide Schelling, 6 de fevereiro de 1998 em Haia, é um ciclista neerlandês, membro da equipa Bora-Hansgrohe.

## Palmarés
- 2015
  -     - 1.ª etapa do Sint-Martinusprijs Kontich (contrarrelógio por equipas)

  - 3.º da Ronde des Vallées
- 2016
  - Ronde des Vallées :
    - Classificação geral
      - 1.ª etapa

  - 1.ª etapa do Grande Prêmio Rüebliland
  - 2.º da Tour de Haute-Autriche juniors
  - 7.º do campeonato do mundo em estrada juniores
- 2017
  - 2.º do campeonato dos Países Baixos universitário em estrada
- 2018
  - Ronde van Werkendam
  - 2.º do Ronde van Zuid-Holland
- 2019
  -     - 1.ª etapa da Giro do Vale de Aosta

## Classificações mundiais
| Ano             | 2018   |
| UCI Europe Tour | 1 037. |